# Bangladeš
Bangladeš, službeno Narodna Republika Bangladeš je država u južnoj Aziji. Leži na sjevernoj obali Bengalskog zaljeva (dijela Indijskog oceana), na delti rijeka Ganges, Brahmaputra i Meghna. Graniči s Indijom na zapadu, sjeveru i istoku te s Mianmarom na jugoistoku.
Bangladeš je jedna od najgušće naseljenih zemalja svijeta. Izložen je čestim poplavama. Zbog te guste naseljenosti susreo se s problemom visokog prirodnog prirasta, tj. velikim brojem rođene djece u siromašnoj zemlji.

## Stanovništvo

### Etnički sastav
Procjenom za 2006. godinu navodi se broj od 144,437,000 stanovnika i s oko 370 raznih narodnosti, od kojih većinu čine maloljudne zajednice koje se služe bengalskim jezikom. Narodi što su ovdje naseljeni indoeuropske su jezične porodice, a dijelom i kinesko-tibetske. Bengalaca, u pravom smislu, ima 99,568.000, a samo ime Bangladeš znači 'zemlja Bengalaca. Kod ostalih narodnosnih skupina brojčano znatno je manje, to su: Rohingya (13,781.000), po vjeri muslimani, ima ih i u Mianmaru; Sylhetti Bengalci (3,839.000), koji ne govore bengalski, a ispovijedaju islam; Kayastha (2,913.000), najviše ih ima u Indiji, i čine posebnu kastu; Mahishya, poznati i kao Sadgop ili Chasa (1,039.000); Kaibartta (692.000); Yadava (317.000); pleme Chakma (251.000); Burmanci (290.000); pleme Tangchangya (31.000); Patani (545.000); Munda (92.000). Ima i nešto Urdu muslimana (1300)

### Gustoća stanovništva
U Bangladešu je gustoća stanovnika veoma visoka. U mnogim dijelovima je čak iznad 5,000 stanovnika po km². Najgušća regija je Narsingdi sa skoro 2,000 st. po km², a najgušće naseljen grad je glavni grad Bangladeša Dhaka s čak preko 40,000 st. po km²

## Povijest
Bangladeš je sve do 1947. bio dio Britanske Indije. Kad se Britanska Indija podijelila na Pakistan i Indiju, Bangladeš je postao dio Pakistana. I onako siromašni Bangladeš, postao je kroz Pakistansko-indijski rat zbog doline Kašmir još siromašniji. Osim toga, u politici su stanovnici Bangladeša, tj. Bengali bili vrlo malo zastupljeni i trpili nepravdu. Zbog tih razloga, uz dugu i napornu proceduru, Bangladeš je 26. ožujka 1971. proglasio neovisnost od Pakistana. Ciklon Bhola 1970. bio je razorni tropski ciklon koji je 12. studenog 1970. pogodio istočni Pakistan (današnji Bangladeš) i zapadni Bengal u Indiji. To je i dalje najsmrtonosniji tropski ciklon ikada zabilježen i jedna od najsmrtonosnijih svjetskih humanitarnih katastrofa. Najmanje 300.000 ljudi poginulo je u oluji, moguće čak 500.000, prvenstveno kao rezultat olujnog udara koji je poplavio velik dio nizinskih otoka delte Gangesa. 
Malo pomalo, mnoge države svijeta su priznavale neovisnost Bangladeša, te je 1974. i Pakistan konačno priznao Bangladeš kao nezavisnu i suverenu državu. Nakon proglašenja neovisnosti, Bangladeš je postao parlamentarna demokratska država s premijerom Mujibom. 1973. dobila je njegova stranka apsolutnu većinu u parlamentu. No ubrzo je u Bangladešu zavladala glad. Mujib ukida demokratski i parlamentarni sustav te proglašava jednostranački režim. Dana, 15. kolovoza 1975. nakon ustanka vojske, Mujib je sa svojom obitelji ubijen. 
U sljedećem vremenskom razdoblju uslijedile su razne pobune i neredi, sve dok general Ziaur Rahman nije došao na vlast. On je ponovno uveo višestranačku demokraciju, i osnovao Bangladešku nacionalnu stranku BNP. No i on je nakon ustanka 1981. ubijen od vojne sile. Nakon njega došao je General Hossain Mohammad Ershad na vlast. On je bio na vlasti sve do narodnog ustanka 1990., kada je smijenjen. Od tada pa do danas, Bangladeš je parlamentarna, višestranačka i demokratska država, koja od tada nije imala većih ustanka i nereda.

## Promet
Značajnije morske luke za međunarodni promet su Chittagong i Chalna.

## Okoliš
Bangladeš je jedna od država koje su veoma snažno pogođene problemom globalnog zatopljenja. Čak više od 10 milijuna ljudi su direktno pogođeni povećanjem razine mora. To je razlog zasto je Bangladeš često pogođen olujama i poplavama.

## Politika
Bangladeš je od 1991. republika. Zadnja promjena parlamenta se dogodila 1996. Predsjednika bira parlament svakih 5 godina. Pravo glasa se dobiva navršenom 18. godinom. Bangladeš je član Commonwealtha.
Zanimljivo je da Indija već 6 godina gradi zid u granicu, koji će biti dugačak oko 4000 km, da bi spriječili ilegalne migracije iz Indije u Bangladeš i obratno. Ilegalne migracije su problem, zato što u Indiji živi oko 20 milijuna benglaca. 

## Gospodarstvo
Bruto domaći proizvod Bangladeša iznosi 460 američkih dolara po glavi stanovnika i to ga čini jednom od najsiromašnijih zemalja svijeta. Stanovništvo se većinom bavi poljoprivredom, no unatoč tomu poljoprivreda čini samo oko 20% BDP-a. 
Gospodarstvo u Bangladešu, za razliku od drugih siromašnih zemalja, je u prilično dobrom porastu. Rast gospodarstva iznosi 5%. 2006. godine doseglo je brojku od čak 6,2%, što je ujedno nada za bolje dane u Bangladešu.
Korupcija
Korupcija je jedan od najvećih problema u gospodarstvu Bangladeša. Prema zadnjem istraživanju, Bangladeš se nalazi na 156. mjestu od ukupno 163 države, koje su bile ispitane.
Bilanca izvoza u strane zemlje
Godine 2000. Bangladeš je ostvario uvoz robe u vrijednosti 8,403 milijarde dolara, dok je izvoz nešto manji, oko 5,700 milijardi dolara. To pokazuje negativnu bilancu, što se tiče uvoza i izvoza. 75% robe koju Bangladeš izvozi je tekstil.

## Vanjske poveznice
Sestrinski projekti
|  | Zajednički poslužitelj ima stranicu o temi Bangladeš    |
|  | Zajednički poslužitelj ima još gradiva o temi Bangladeš |
|  | Wječnik ima rječničku natuknicu Bangladeš               |